# Phoma heteroderae
Phoma heteroderae är en lavart som beskrevs av Sen Y. Chen, D.W. Dicks. & Kimbr. 1997. Phoma heteroderae ingår i släktet Phoma, ordningen Pleosporales, klassen Dothideomycetes, divisionen sporsäcksvampar och riket svampar.   Inga underarter finns listade i Catalogue of Life.